# Trimma nomurai
Trimma nomurai és una espècie de peix de la família dels gòbids i de l'ordre dels perciformes.

## Morfologia
- Els mascles poden assolir 1,9 cm de longitud total i les femelles 1,6.
- Nombre de vèrtebres: 26.[3]

## Hàbitat
És un peix marí de clima subtropical i associat als esculls de corall fins als 35-70m de fondària.

## Distribució geogràfica
Es troba al Japó, Indonèsia i Nova Caledònia.